# Ngát
Gironniera subaequalis là một loài thực vật có hoa trong họ Gai dầu. Loài này được Planch. mô tả khoa học đầu tiên năm 1848.

## Hình ảnh

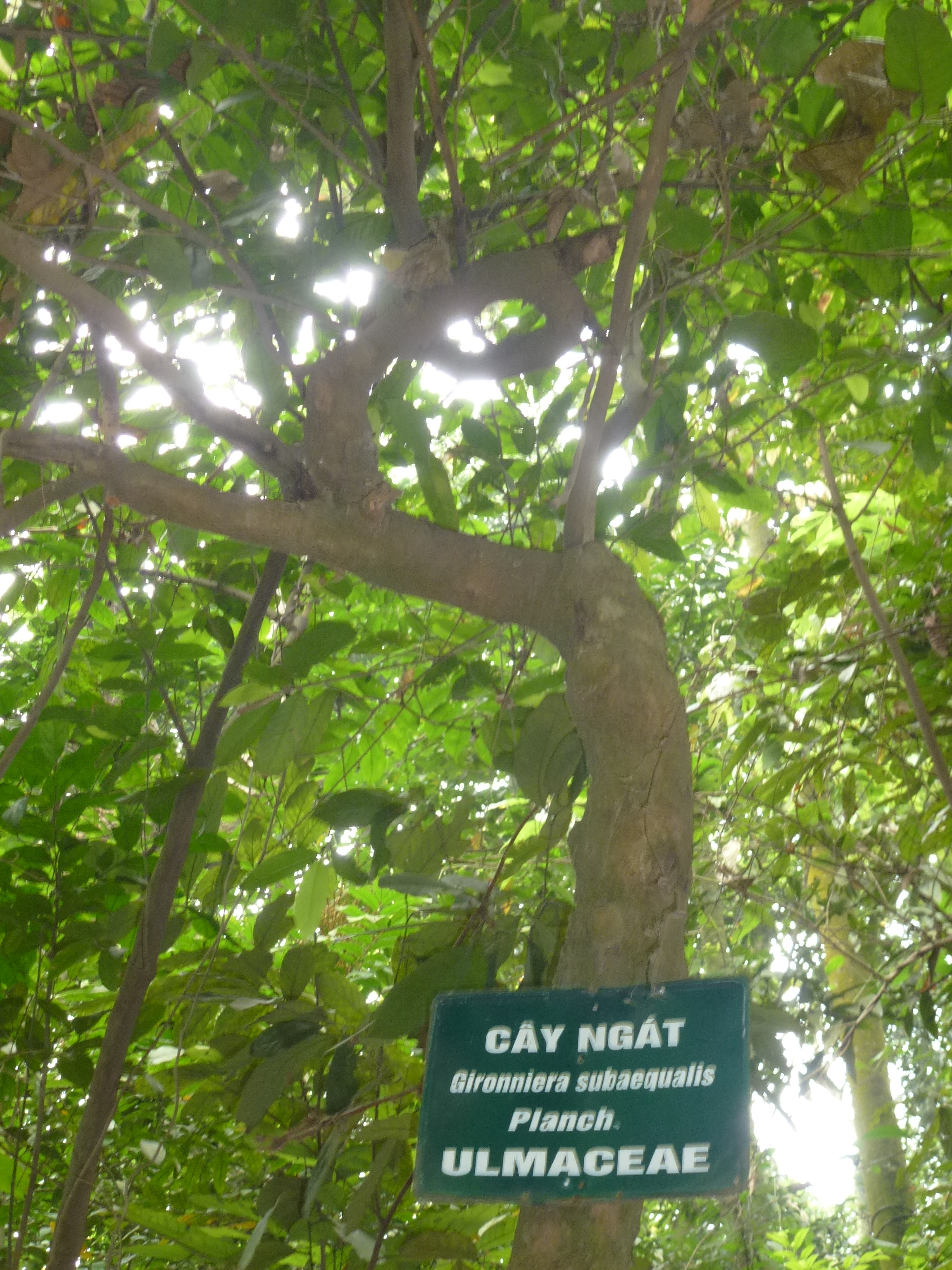